# Sveriges fotbollslandslag i OS 1988
Sveriges fotbollslandslag i OS 1988 deltog i fotbollsturneringen vid sommar-OS 1988 i Seoul.  
Sverige vann grupp A efter att först ha spelat oavgjort mot Tunisien 2-2, och sedan ha vunnit mot Kina med 2-0 och mot Västtyskland med 2-1. Om Sverige inte vunnit den tredje gruppspelsmatchen mot tyskarna hade Sverige blivit tvåa i gruppen och då undvikit Italien i kvartsfinalen, och fått möta Zambia istället. 
Sverige förlorade sedan mot Italien efter förlängning i kvartsfinalen, efter att Crippa gjort det avgörande målet. 
Janne Hellström blev bäste svenske målskytt med tre mål. 
De fyra matcherna i OS 1988 samt kvalmatcherna året före räknas inte som A-landskamper i statistiken utan benämns OS-landskamper.

## Gruppspel
17 september 1988 Daegu SVERIGE  2 (Thern 44', Hellstrom 45') TUNISIEN 2 (Tarek Dhiab 15', Nabil Maaloul 43'straff)
- Sverige: S.Andersson – Vaattovaara, Lönn, Arnberg, R.Nilsson – Thern (utvisad 75'), Rehn, M.Andersson, J.Nilsson – Eskilsson (65'Dahlin), Hellström (87'Limpar).

- Tunisien: Chouchane – Duachi, Mahjoubi, Ben Yahia, Mizouri – Smirani, Maaloul, Baouab, Tarak Dhiab – Rouissi, Limam.

19 september 1988 Daegu  SVERIGE 2 (Lönn 19', Hellström 42') KINA  0  
- Sverige: S.Andersson – R.Nilsson, Lönn, Arnberg, Ljung – Limpar, Engqvist, M.Andersson, J.Nilsson (84'Palmer) – Dahlin (76'Lindman), Hellström.

- Kina: Zhang Kuikang – Zhu Bo, Guo Jijin, Jia Xiuquan, Mai Chao – Duan Ju, Tang Yaodong, Xie Yuxinn, Gao Sheng – Liu Haiguang (46'Wang Boashan), Ma Lin.

21 september 1988 Daegu SVERIGE  2 (Engqvist 73', Lönn 86') VÄSTTYSKLAND 1 (Walter 70')  
- Sverige: S.Andersson – R.Nilsson, Lönn, Arnberg, Ljung – Limpar, Engqvist, M.Andersson, J.Nilsson – Dahlin (78'Rehn), Hellström.

- Västtyskland: Kamps – Hörster, Grahammer, Görtz, Schulz – Kleppinger, Fach, Hässler, Wuttke (67'Schreier) – Mill (46'Walter), Klinsmann.

## Kvartsfinal
25 september 1988 Daegu SVERIGE 1 (Hellstrom 85') ITALIEN  2 (Virdis 50', Crippa 98') (efter förlängning)   
- Sverige: S.Andersson – R.Nilsson, Lönn, Arnberg, Ljung – Thern, M.Andersson, Engqvist, J.Nilsson (81'Dahlin) – Hellstrom, Limpar (24'Eskilsson)

- Italien: Tacconi – Tassotti, Brambati, Ferrara, de Agostini – Iachini, Mauro, Crippa, Evani (73'Colombo) – Virdis, Rizzitelli (83'Carnevale).

## Spelartrupp[6]
1. Sven Andersson
2. Sulo Vaatovaara
3. Peter Lönn
4. Göran Arnberg
5. Roland Nilsson
6. Jonas Thern
7. Leif Engqvist
8. Michael Andersson
9. Joakim Nilsson
10. Anders Limpar
11. Håkan Lindman
12. Bengt Nilsson
13. Martin Dahlin
14. Hans Eskilsson
15. Jan Hellström
16. Roger Ljung
17. Lars Eriksson
18. Ola Svensson
19. Anders Palmér
20. Stefan Rehn

- Förbundskapten: Benny Lennartsson